# Бузынный, Василий Захарович
Василий Захарович Бузынный (1924—1995) — советский передовик производства в транспортном машиностроении. Герой Социалистического Труда (1974).

## Биография
Родился 9 февраля 1924 года в деревне Кормовище, Бурлинского района Алтайского края.
С 1942 по 1955 годы служил во внутренних войсках НКВД — МВД СССР. 25 июня 1954 года Указом Президиума Верховного Совета СССР В. З. Бузынный был награждён Медалью «За боевые заслуги».
С 1955 года после увольнения из рядов Вооружённых сил СССР переехал в город Омск и на протяжении многих лет работал токарем-карусельщиком на оборонном Заводе транспортного машиностроения имени Октябрьской Революции Министерства оборонной промышленности СССР. Основной продукцией завода была бронетехника — танки, самоходные артиллерийские и зенитные установки, военно-инженерные машины.
26 апреля 1971 года «за отличие в труде» Указом Президиума Верховного Совета СССР В. З. Бузынный был награждён Орденом Октябрьской Революции.
16 января 1974 года «закрытым» Указом Президиума Верховного Совета СССР «за выдающиеся успехи в выполнении и перевыполнении планов 1973 года и принятых социалистических обязательств» Василий Захарович Бузынный удостоен звания Героя Социалистического Труда с вручением Ордена Ленина и золотой медали «Серп и Молот».
После выхода на пенсию жил в Омске. Умер 16 июля 1995 года, похоронен на Ново-Южном кладбище в Омске.

## Награды
- Медаль «Серп и Молот» (16.01.1974)
- Орден Ленина (16.01.1974)
- Орден Октябрьской Революции (26.04.1971)
- Медаль «За боевые заслуги» (25.06.1954)